# Quỷ Quỷ (nghệ sĩ)
Ngô Ánh Khiết (sinh ngày 11 tháng 8 năm 1989) với nghệ danh Quỷ Quỷ là nữ diễn viên, ca sĩ, Đài Loan. Cô từng là cựu thành viên của nhóm nhạc nữ Hey Girl của kênh truyền hình Channel V Đài Loan. Hiện nay cô là nghệ sĩ của công ty giải trí Hàn Quốc CJ E&M.

## Các phim đã tham gia

### Phim điện ảnh
| Năm  | Tên phim                                      | Vai diễn       |
| ---- | --------------------------------------------- | -------------- |
| 2011 | Tứ đại danh bổ (The Four)                     | Đinh Đang      |
| 2013 | Tứ Đại Danh Bổ 2 (The Four II)                | Đinh Đang      |
| 2014 | Tứ Đại Danh Bổ 3 - Đại Kết Cục (The Four III) | Đinh Đang      |
| 2016 | Mười Năm Của Chúng Tôi (Days Of Our Own)      | Trần Y Nặc     |
| 2016 | Giấc Mơ Ngày Cưới (Dream Wedding)             | Mạn Ny (cameo) |

### Phim truyền hình
| Năm  | Tên phim                         | Tên tiếng Anh                        | Vai diễn                       |
| ---- | -------------------------------- | ------------------------------------ | ------------------------------ |
| 2007 | Vị Ngọt Macchiato                | Brown Sugar Macchiato                | Quỷ Quỷ                        |
| 2008 | Thất Tinh Anh Hùng Truyện        | The Legend Of Brown Sugar Chivalries | hộ pháp Tà giáo (cameo)        |
| 2008 | Đội Quân Sấm Sét                 | Pili MIT                             | Lý Hiểu Tinh/Thiên Ma Tinh     |
| 2009 | Chung Cực Tam Quốc               | K.O.3an Guo                          | Hoàng Nguyệt Anh (cameo)       |
| 2011 | Tôi Và Người Anh Em Của Tôi      | Me and My Brother                    | Lư Vy Vy                       |
| 2011 | Họa Bì                           | Painted Skin                         | Hạ Băng                        |
| 2011 | Bách Niên Hảo Hợp                | Love Recipe                          | Vương Mỹ Á                     |
| 2012 | Luyến Hạ                         | Summer Fever                         | Trần Văn Thanh/Trần Thiên Tịnh |
| 2012 | Lục Trinh Truyền Kỳ              | The Legend Of Lu Zhen                | Hà Đan Nương                   |
| 2012 | Ước Mơ Màu Xanh                  | Unbeatable 3: Blue Dream             | Thẩm Hiểu Kỳ                   |
| 2013 | Nhật Ký Mỹ Thực Người Lười Biếng | Slacker's Food Diary                 | Chương An An                   |
| 2014 | Vi Sư Sắc Sảo                    | Incisive Great Teacher               | Tống Văn Văn                   |
| 2014 | Mỹ Nam Khác Biệt                 | A Different Kind Of Pretty Man       | Đồng Vũ Thần                   |
| 2014 | Nhật Ký Trọ Chung Thâm Quyến     | Roommate Diaries                     | Lý Mỹ Đại - Mỹ Ngố             |
| 2015 | Thiếu niên tứ đại danh bổ        | The Four                             | Lăng Y Y                       |
| 2015 | Giáo Hoa Công Lược               |                                      | Ngô Song Kỳ (cameo)            |
| 2015 | Cô Gái Mang Hoa Tai Tua Rua      | The Girl With Tassel Earrings        | Nguyễn Thanh Điềm              |
| 2015 | Phi Đao Hựu Kiến Phi Đao         | The Legend Of Flying Daggers         | Phương Khả Khả                 |

### Chương trình truyền hình
- 2013 Chúng ta đã kết hôn World Ver. (với 2PM Taecyeon)
- 2016 Minh tinh đại trinh thám (Crime Scene)
- 2018 Hoàng Tử Son Môi - Tập 3 mùa 1